# Heiho
Heiho (兵補, Heiho, troupes de soutien) est une force militaire formée par les forces d'occupation japonaises durant la Seconde Guerre Mondiale et constituée de soldats indigènes. Levée sur instruction du Bureau de l'infanterie du grand quartier général impérial japonais daté du 2 septembre 1942, elle commence à recruter le 2 avril 1943.
Initialement destinée à remplir des tâches subalternes tel que l'édification de fortifications, le creusement de tranchées et le maintien de la sécurité, elle est par la suite, à mesure de l'intensification des combats, armée et entraînée pour être déployée sur le champ de bataille, notamment à Morotai et en Birmanie.
On estime qu'à l'approche de la fin de l'occupation du pays par les Japonais, elle compte 42 000 membres dont plus de la moitié concentrés sur Java. Dissoute par le Comité de préparation à l'indépendance nombreux parmi ces membres démobilisés rejoignent le Badan Keamanan Rakyat ou « corps de sécurité populaire ».